# Championnat de Belgique masculin de handball 2004-2005
Navigation
Division d'Honneur 2003-2004 Division d'Honneur 2005-2006
La saison 2004-2005 du championnat de Belgique masculin de handball fut la 47e édition de la plus haute division belge de handball. La première phase du championnat la phase classique, est suivie des Play-offs et des Play-downs.
Cette édition fut remportée par le HCE Tongeren, champion pour la deuxième fois de son histoire.
Enfin, le Achilles Bocholt, le HC Maasmechelen 65 et le CSV Charleroi sont relégués et seront remplacés la saison suivante par le ROC Flémalle, le VOO HC Herstal et le HC Atomix.

## Participants
| Club                | Classement 2003-2004 | Localisation | Entraîneur                      | Salle                       | Capacité |
| ------------------- | -------------------- | ------------ | ------------------------------- | --------------------------- | -------- |
| Sporting Neerpelt   | 1er                  | Neerpelt     | Gerrit Stavast Philippe Spooren | Sportcentrum Dommelhof      | 1 600    |
| Initia HC Hasselt   | 2e                   | Hasselt      | Jos Schouterden                 | Sporthal Alverberg          | 1 730    |
| Union beynoise      | 3e                   | Beyne-Heusay |                                 | Hall Omnisports Edmond Rigo | 400      |
| HCE Tongeren        | 4e                   | Tongres      | Pedrag Dosen                    | Eburons Dôme Tongeren       | 1 000    |
| KV Sasja HC Hoboken | 5e                   | Anvers       | Alex Jacobs                     | Sportcomplex Sorghvliedt    | 950      |
| HC Visé BM          | 6e                   | Visé         |                                 | Hall Omnisports de Visé     | 600      |
| HC Eynatten         | 7e                   | Raeren       | Willy Kück                      | Sporthalle Eynatten         | 700      |
| CSV Charleroi       | 8e                   | Charleroi    | Eric Mulder                     | Centre Sportif de Ransart   | ?        |
| HC Maasmechelen 65  | 9e                   | Maasmechelen |                                 | Sporthal De Kommel          | ?        |
| Achilles Bocholt    | ? (D1)               | Bocholt      | Ryszard Wilanowski              | Sportcomplex De Damburg     | 1 539    |

### Localisation
| \| HCE Tongeren Initia HC Hasselt HC Visé BM KV Sasja Sporting Neerpelt HC Eynatten Union Beynoise Achilles Bocholt HC Maasmechelen 65 CSV Charleroi \| Localisation des clubs engagés dans le championnat |
| HCE Tongeren Initia HC Hasselt HC Visé BM KV Sasja Sporting Neerpelt HC Eynatten Union Beynoise Achilles Bocholt HC Maasmechelen 65 CSV Charleroi                                                          |

Nombre d'équipes par Province
| # | Province             | Nombre | Équipe(s)                                                                                |
| - | -------------------- | ------ | ---------------------------------------------------------------------------------------- |
| 1 | Province de Limbourg | 5      | Initia HC Hasselt, HCE Tongeren, Sporting Neerpelt, HC Maasmechelen 65, Achilles Bocholt |
| 2 | Province de Liège    | 3      | HC Eynatten, Union beynoise, HC Visé BM                                                  |
| 3 | Province d'Anvers    | 1      | KV Sasja HC Hoboken                                                                      |
| 4 | Province de Hainaut  | 1      | CSV Charleroi                                                                            |

## Compétition

### Organisation du championnat
La saison régulière est disputée par 10 équipes jouant chacune l'une contre l'autre à deux reprises selon le principe des phases aller et retour. Une victoire rapporte 2 points, une égalité, 1 point et, donc une défaite 0 point.
Après la saison régulière, les 6 équipes les mieux classées s'engagent dans les play-offs. Une phase composée de deux groupes de trois équipes qui constitue en un mini championnat, où les participants des groupes sont tirés au sort, dans le pot 1, se retrouvent le premier et le deuxième de la phase régulière, elles débuteront avec 3 points, dans le pot 2, se retrouvent le troisième et le quatrième de la phase régulière et dans le dernier et pot 3, se retrouvent le cinquième et le sixième de la phase régulière.
Lors de ces play-offs, les premiers des deux groupes sont qualifiés pour la finale, une finale au meilleur des trois manches où l'équipe des deux qui a engrangé le plus de points se qualifie lors de ces play-offs reçoit pour la première manche et l'équipe des deux ayant engrangé le moins de points reçoit lors des deux autres manches. Il est important de noter que si l'une des deux équipes remporte les deux premières manches, dans ce cas la troisième manche n'est pas joué car l'équipe qui a remporté ces deux manches et déclarer championne de Belgique.
Pour déterminer qui occupera la troisième place à la sixième, les deuxièmes des groupes affrontent les troisièmes du groupe opposé.
C'est quatre équipes s'affrontent pour le titre de champion mais aussi pour se qualifier en Coupe d'Europe la saison suivante.
Pour ce qui est du dernier, il se retrouve relégué et évoluera en division 2 la saison suivante.
Tandis que pour les équipes classées de la 7e à la 9e place, elles seront rejointes du 2e de la division 2 qui remplace donc le 10e dans les play-downs, il s'agit là aussi d'un mini championnat en phase aller-retour mais pour laquelle, le premier et le second de ces play-downs commencent avec 1 point alors que le troisième et le promu de la division 2 débutent avec 0 point.
Ces quatre équipes s'affrontent dans le but de ne pas pouvoir finir aux deux dernières places synonyme de relégation en division 2.

### Saison régulière

#### Classement
|    | Équipe                | Pts | J  | G  | N | P  | Bp  | Bc  | Diff |
| -- | --------------------- | --- | -- | -- | - | -- | --- | --- | ---- |
| 1  | HCE Tongeren (C)      | 33  | 18 | 16 | 1 | 1  | 548 | 417 | 131  |
| 2  | Sporting Neerpelt (T) | 31  | 18 | 15 | 1 | 2  | 537 | 420 | 117  |
| 3  | Union beynoise        | 24  | 18 | 12 | 0 | 6  | 586 | 509 | 77   |
| 4  | KV Sasja HC Hoboken   | 22  | 18 | 11 | 0 | 7  | 528 | 495 | 33   |
| 5  | HC Eynatten           | 20  | 18 | 9  | 2 | 7  | 491 | 477 | 14   |
| 6  | HC Visé BM            | 17  | 18 | 8  | 1 | 9  | 478 | 536 | -58  |
| 7  | Initia HC Hasselt     | 13  | 18 | 5  | 3 | 10 | 514 | 513 | 1    |
| 8  | Achilles Bocholt      | 8   | 18 | 4  | 0 | 14 | 467 | 573 | -106 |
| 9  | HC Maasmechelen 65    | 7   | 18 | 3  | 1 | 14 | 487 | 558 | -71  |
| 10 | CSV Charleroi         | 5   | 18 | 2  | 1 | 15 | 406 | 544 | -138 |

|                 | Qualification pour les Play-Offs A     |
|                 | Qualification pour les Play-Offs B     |
|                 | Qualifié pour les Play-downs           |
|                 | Relégué en Division 1                  |
| (T)             | Tenant du titre                        |
| en augmentation | Promu de Division 1 en début de saison |
| (C)             | Vainqueur de la Coupe de Belgique      |

#### Évolution du classement
- Leader du classement

| Union beynoise | Union beynoise | Union beynoise | Sporting Neerpelt | Sporting Neerpelt | Sporting Neerpelt | Sporting Neerpelt | HCE Tongeren | HCE Tongeren | NEE | HCE Tongeren | HCE Tongeren | HCE Tongeren | HCE Tongeren | HCE Tongeren | HCE Tongeren | HCE Tongeren | HCE Tongeren | HCE Tongeren |  |  |  |  |  |  |  |  |  |  |  |
|                |                |                |                   |                   |                   |                   |              |              |     |              |              |              |              |              |              |              |              |              |  |  |  |  |  |  |  |  |  |  |  |
| 01             | 02             | 03             | 04                | 05                | 06                | 07                | 08           | 09           | 10  | 11           | 12           | 13           | 14           | 15           | 16           | 17           | 18           |              |  |  |  |  |  |  |  |  |  |  |  |

- Journée par journée

| Club                | 1  | 2  | 3  | 4  | 5  | 6  | 7  | 8  | 9  | 10 | 11 | 12 | 13 | 14 | 15 | 16 | 17 | 18 |
| ------------------- | -- | -- | -- | -- | -- | -- | -- | -- | -- | -- | -- | -- | -- | -- | -- | -- | -- | -- |
| HC Visé BM          | 5  | 5  | 8  | 6  | 8  | 8  | 8  | 8  | 7  | 7  | 7  | 7  | 6  | 6  | 6  | 6  | 6  | 6  |
| Union beynoise      | 1  | 1  | 1  | 2  | 2  | 3  | 3  | 3  | 3  | 3  | 3  | 3  | 3  | 3  | 3  | 3  | 3  | 3  |
| HC Maasmechelen 65  | 4  | 8  | 7  | 7  | 6  | 5  | 6  | 6  | 6  | 6  | 6  | 6  | 7  | 9  | 9  | 9  | 9  | 9  |
| HCE Tongeren        | 2  | 4  | 3  | 4  | 3  | 2  | 2  | 1  | 1  | 2  | 1  | 1  | 1  | 1  | 1  | 1  | 1  | 1  |
| HC Eynatten         | 10 | 7  | 5  | 5  | 5  | 7  | 5  | 5  | 5  | 5  | 5  | 5  | 5  | 5  | 5  | 5  | 5  | 5  |
| Sporting Neerpelt   | 3  | 2  | 2  | 1  | 1  | 1  | 1  | 2  | 2  | 1  | 2  | 2  | 2  | 2  | 2  | 2  | 2  | 2  |
| Initia HC Hasselt   | 8  | 10 | 9  | 9  | 7  | 6  | 7  | 7  | 8  | 8  | 8  | 8  | 8  | 7  | 7  | 7  | 7  | 7  |
| CSV Charleroi       | 7  | 9  | 10 | 10 | 10 | 9  | 9  | 10 | 10 | 9  | 10 | 10 | 10 | 10 | 10 | 10 | 10 | 10 |
| Achilles Bocholt    | 9  | 6  | 6  | 8  | 9  | 10 | 10 | 9  | 9  | 10 | 9  | 9  | 9  | 8  | 8  | 8  | 8  | 8  |
| KV Sasja HC Hoboken | 6  | 3  | 4  | 3  | 4  | 4  | 4  | 4  | 4  | 4  | 4  | 4  | 4  | 4  | 4  | 4  | 4  | 4  |

#### Matchs
Les résultats de cette édition sont issus d'archives des différentes presses écrites belges,,,,,,,,,,,,,,,,,,,,,
| Résultats (dom.\ext.)                                      | HCE   | CSV   | HCT   | IHA   | KVS   | HCM   | SNE   | UBE   | ABO   | HCV   |
| HC Eynatten                                                |       | 37-22 | 27-35 | 34-20 | 25-23 | 33-26 | 24-24 | 27-30 | 32-31 | 24-22 |
| CSV Charleroi                                              | 29-24 |       | 16-30 | 25-37 | 18-30 | 24-20 | 19-32 | 24-36 | 20-21 | 28-28 |
| HCE Tongeren                                               | 35-18 | 32-20 |       | 24-24 | 34-29 | 26-22 | 18-17 | 26-31 | 34-25 | 39-22 |
| Initia HC Hasselt                                          | 28-28 | 10-0  | 19-23 |       | 25-27 | 31-31 | 27-31 | 27-33 | 36-25 | 30-32 |
| KV Sasja HC Hoboken                                        | 30-26 | 26-23 | 27-28 | 29-26 |       | 42-34 | 21-34 | 34-29 | 32-24 | 38-22 |
| HC Maasmechelen 65                                         | 25-30 | 25-23 | 27-34 | 26-31 | 30-33 |       | 18-28 | 27-26 | 30-31 | 33-37 |
| Sporting Neerpelt                                          | 23-21 | 36-20 | 24-30 | 35-19 | 32-26 | 31-22 |       | 34-31 | 35-27 | 34-21 |
| Union Beynoise                                             | 29-21 | 32-22 | 28-40 | 32-27 | 34-25 | 41-30 | 27-32 |       | 40-31 | 35-23 |
| Achilles Bocholt                                           | 23-33 | 25-23 | 24-30 | 25-36 | 24-30 | 26-34 | 21-26 | 27-42 |       | 29-26 |
| HC Visé BM                                                 | 22-27 | 26-25 | 17-30 | 28-24 | 27-26 | 31-27 | 28-29 | 32-30 | 34-28 |       |
| - Victoire à domicile - Match nul - Victoire à l'extérieur |       |       |       |       |       |       |       |       |       |       |

### Play-offs
Les résultats de cette édition sont issus d'archives des différentes presses écrites belges,,,,

#### Phase de groupes
Les équipes sont réparties dans les deux groupes à la suite d'un tirage au sort et non en fonction du classement.
| Chapeau 1         | Chapeau 2           | Chapeau 3   |
| ----------------- | ------------------- | ----------- |
| HCE Tongeren      | Union beynoise      | HC Eynatten |
| Sporting Neerpelt | KV Sasja HC Hoboken | HC Visé BM  |

##### Groupe A
|   | Équipe         | Pts | J | G | N | P | Bp  | Bc  | Diff |  | Résultats (dom.\ext.) | HCT   | UBE   | HCV   |
| - | -------------- | --- | - | - | - | - | --- | --- | ---- |  | --------------------- | ----- | ----- | ----- |
| 1 | HCE Tongeren   | 10  | 4 | 3 | 1 | 0 | 116 | 98  | 18   |  | HCE Tongeren          |       | 30-30 | 32-22 |
| 2 | Union beynoise | 7   | 4 | 2 | 1 | 1 | 120 | 111 | 9    |  | Union beynoise        | 23-26 |       | 31-26 |
| 3 | HC Visé BM     | 1   | 4 | 0 | 0 | 4 | 100 | 127 | -27  |  | HC Visé BM            | 23-28 | 29-36 |       |

##### Groupe B
|   | Équipe              | Pts | J | G | N | P | Bp  | Bc  | Diff |  | Résultats (dom.\ext.) | NEE   | KVS   | HCE   |
| - | ------------------- | --- | - | - | - | - | --- | --- | ---- |  | --------------------- | ----- | ----- | ----- |
| 1 | Sporting Neerpelt   | 11  | 4 | 4 | 0 | 0 | 119 | 106 | 13   |  | Sporting Neerpelt     |       | 31-29 | 32-24 |
| 2 | KV Sasja HC Hoboken | 4   | 4 | 1 | 0 | 3 | 109 | 113 | -4   |  | KV Sasja HC Hoboken   | 29-30 |       | 24-28 |
| 3 | HC Eynatten         | 3   | 4 | 1 | 0 | 3 | 100 | 109 | -9   |  | HC Eynatten           | 24-26 | 24-27 |       |

#### Finales

##### Match pour la cinquième place
| 7 mai 2005 20h15 | HC Eynatten                  | 37-22   | HC Visé BM | Raeren, Sporthalle Eynatten |
| 7 mai 2005 20h15 | Polfliet, Maes et Krzyśków 6 | (19-11) | ?          | Raeren, Sporthalle Eynatten |
| 7 mai 2005 20h15 | Rapport                      |         |            | Raeren, Sporthalle Eynatten |

##### Match pour la troisième place
| 7/8 mai 2005 | Union beynoise | 32-34 | KV Sasja HC Hoboken | Beyne-Heusay, Hall Omnisports Edmond Rigo |
| 7/8 mai 2005 | Rapport        |       |                     | Beyne-Heusay, Hall Omnisports Edmond Rigo |

##### Finale
| 7/8 mai 2005 | Sporting Neerpelt | 31-23 | HCE Tongeren | Neerpelt, Sportcentrum Dommelhof |
| 7/8 mai 2005 | Rapport           |       |              | Neerpelt, Sportcentrum Dommelhof |

| ? mai 2005 | HCE Tongeren | ?-? | Sporting Neerpelt | Tongres, KTA 2 |

| ? mai 2005 | HCE Tongeren     | 22-20   | Sporting Neerpelt | Tongres, KTA 2 Arbitrage : Delic/Botton |
| ? mai 2005 | Tuur De Preter 7 |         | Bart Lenders 5    | Tongres, KTA 2 Arbitrage : Delic/Botton |
| ? mai 2005 | ×7               | Rapport | ×10               | Tongres, KTA 2 Arbitrage : Delic/Botton |

- HCE Tongeren 2-1 Sporting Neerpelt

### Barrage

#### Classement
Les résultats de cette édition sont issus d'archives des différentes presses écrites belges.
|   | Équipe             | Pts | J | G | N | P | Bp  | Bc  | Diff |
| - | ------------------ | --- | - | - | - | - | --- | --- | ---- |
| 1 | Initia HC Hasselt  | 9   | 5 | 4 | 0 | 1 | 171 | 143 | 28   |
| 2 | HC Herstal/Ans     | 5   | 5 | 2 | 1 | 2 | 144 | 165 | -21  |
| 3 | HC Maasmechelen 65 | 6   | 6 | 3 | 0 | 3 | 209 | 177 | 32   |
| 4 | Achilles Bocholt   | 4   | 6 | 1 | 1 | 4 | 155 | 194 | -39  |

|                 | Relégation en Division 2  |
| en augmentation | Promu pour les Play-downs |

#### Matchs
Les résultats de cette édition sont issus d'archives des différentes presses écrites belges, les résultats de la sixième journée sont inconnues,,,,.
| Résultats (dom.\ext.)                                      | IHA   | ABO   | HCM   | H/A   |
| Initia HC Hasselt                                          |       | 33-28 | 39-37 | 38-28 |
| Achilles Bocholt                                           | 18-30 |       | 33-30 | 30-30 |
| HC Maasmechelen 65                                         | 32-31 | 39-20 |       | 39-21 |
| HC Herstal/Ans                                             | -     | 32-26 | 33-32 |       |
| - Victoire à domicile - Match nul - Victoire à l'extérieur |       |       |       |       |

### Champion
| Champion de Belgique de handball 2004-2005 Handbal Club Elckerlyc Tongeren 2e titre |

## Bilan

### Classement final
| Rang    | Équipe                                                |
| ------- | ----------------------------------------------------- |
| 1er     | HCE Tongeren (C)                                      |
| 2e      | Sporting Neerpelt (T)                                 |
| 3e      | KV Sasja HC Hoboken                                   |
| 4e      | Union beynoise                                        |
| 5e      | HC Eynatten                                           |
| 6e      | HC Visé BM                                            |
| 7e      | Initia HC Hasselt 1er des barrages                    |
| 8e      | HC Maasmechelen 65 3e des barrages                    |
| 9e      | Achilles Bocholt · 4e des barrages                    |
| 10e     | CSV Charleroi Relégué à l'issue de la phase classique |
| 2e (D1) | HC Herstal/Ans 2e des barrages                        |

|                 | Champion de Belgique et qualifié pour la Ligue des champions |
|                 | Qualifié en Coupe de l'EHF                                   |
|                 | Qualifié en Coupe des coupes                                 |
|                 | Qualifié en Coupe Challenge                                  |
|                 | Barragiste issu de la Division 1                             |
|                 | Relégués en Division 1 (D2)                                  |
| (T)             | Tenant du titre                                              |
| (C)             | Vainqueur de la Coupe de Belgique                            |
| en augmentation | Promu de Division 1 en début de saison                       |

Pour une raison inconnue, le Sporting Neerpelt, finaliste du Championnat et de la Coupe de Belgique, n'est pas qualifié pour une coupe d'Europe pour la saison 2005-2006.

### Parcours en coupes d'Europe
Le parcours des clubs belges en coupes d'Europe est important puisqu'il détermine le coefficient EHF, et donc le nombre de clubs présents en coupes d'Europe les années suivantes.
| Club              | Compétition         | Tour d'entrée     | Résultat                     | Dernier adversaire   |
| Sporting Neerpelt | Ligue des champions | Tour préliminaire | éliminé au Tour préliminaire | Haukar Hafnarfjörður |
| Sporting Neerpelt | Coupe de l'EHF      | 2e tour           | éliminé au 3e tour           | Śląsk Wrocław        |
| Union beynoise    | Coupe de l'EHF      | 2e tour           | éliminé au 2e tour           | Panellínios Athènes  |
| HCE Tongeren      | Coupe des coupes    | 2e tour           | éliminé au 2e tour           | HK Drott Halmstad    |

### Bilan de la saison
| Tableau d'honneur de la saison 2004-2005 |                                                   |                                                                               |
| Compétition                              | Vainqueur                                         | Commentaire                                                                   |
| Championnat de Belgique                  | HCE Tongeren                                      | 2e titre                                                                      |
| Coupe de Belgique                        | HCE Tongeren                                      | 2e victoire                                                                   |
| Qualifications européennes               |                                                   |                                                                               |
| Compétition                              | Qualifiés                                         | Motif de qualification                                                        |
| Ligue des champions (C1)                 | HCE Tongeren                                      | Champion                                                                      |
| Coupe des coupes (C2)                    | KV Sasja HC Hoboken                               | 3e du championnat                                                             |
| Coupe de l'EHF (C3)                      | Union beynoise                                    | 4e du championnat                                                             |
| Coupe Challenge (C4)                     | HC Eynatten                                       | 5e du championnat                                                             |
| Promotions et relégations                |                                                   |                                                                               |
| Promu de Division 1 (D2)                 | HC Atomix VOO HC Herstal ROC Flémalle             | 1er (D2) 2e des plays-downs 3e (D2) ?[pas clair]                              |
| Relégation en Division 1 (D2)            | HC Maasmechelen 65 Achilles Bocholt CSV Charleroi | 3e des plays-downs ?[pas clair] 4e des plays-downs 10e de la saison régulière |